# Klasztor filipinów w Poznaniu
Klasztor filipinów w Poznaniu – niewielki zespół klasztorny utrzymany w stylu późnobarokowym znajdujący się na poznańskiej Śródce przy ulicy Filipińskiej.
Pierwsza w Polsce kongregacja filipinów powstała na Śródce staraniem proboszcza kościoła św. Małgorzaty Stanisława Grudowicza. Będąc pod wrażeniem działalności Kongregacji Oratorium św. Filipa Neri w Rzymie, poznanej podczas pobytu w połowie XVII wieku we Włoszech, postanowił przenieść jej doświadczenia do swojej parafii. Kongregacja została erygowana w 1665 roku, a zatwierdzona rok później przez biskupa poznańskiego Stefana Wierzbowskiego. W 1671 roku Kongregacja przejęła kościół, a trzech pierwszych księży, którzy do niej wstąpili, zamieszkało w zaadaptowanej dla ich potrzeb plebanii.
W 1746 roku rozpoczęła się budowa nowego, murowanego domu zakonnego. Zakończono ją w latach 1771–1777. Ówczesny budynek stanowi zachodnie skrzydło dzisiejszej budowli. Rokokowy klasztor pozostał w ręku zgromadzenia aż do kasaty w 1805 roku (w klasztorze było wtedy dwóch księży-emerytów). Budynek przeszedł wówczas do dyspozycji biskupów poznańskich. W 1807 roku został tu urządzony szpital i dom dla księży emerytów. W latach 1836–1839 w budynku urzędowała pruska komisja fortyfikacyjna.
Od 1848 roku, z przerwą w latach 1877–1893 Siostry Miłosierdzia św. Wincentego á Paulo (szarytki) prowadziły w byłym klasztorze sierociniec. W latach 1899–1900 przeprowadziły rozbudowę budynku o skrzydło północne, które utrzymano w identycznym stylu co skrzydło zachodnie, oraz kaplicę. Po II wojnie światowej na parterze umieszczono przychodnię zdrowia. Szarytki prowadziły przedszkole na piętrze, na poddaszu zakwaterowano kilka rodzin. W 1990 roku na Śródkę wrócili filipini. Kongregacja ze Świętej Góry koło Gostynia postanowiła umieścić w pomieszczeniach opuszczonych wtedy przez szarytki dom formacyjny dla kleryków. W następnych latach budynek został przekształcony w ośrodek zdrowia z gabinetami lekarskimi i apteką. Dzięki wsparciu z Europejskiego Funduszu Rozwoju Regionalnego w ramach Wielkopolskiego Regionalnego Programu Operacyjnego na lata 2007–2013 budynek został poddany renowacji, a w środku została ulokowana Katedralna Ogólnokształcąca Szkoła Muzyczna I Stopnia (dawniej także Gimnazjum Katedralne). Klasztor po renowacji oddany został do użytku w 2011 roku.